# Bistum Laval
Das in Frankreich gelegene Bistum Laval (lat.: Dioecesis Valleguidonensis) wurde am 30. Juni 1855 aus Teilen der Bistümer Angers und Le Mans gegründet und gehört heute zum Erzbistum Rennes.
Bischofssitz ist Laval im Département Mayenne in der französischen Region Pays de la Loire. Laval ist auch Sitz der Präfektur des Départements.
Bischofskirche ist die Kathedrale Sainte-Trinité in Laval.

## Bischöfe
- Casimir-Alexis-Joseph Wicart (1855–1876)
- Jules-Denis-Marie-Dieudonné Le Hardy du Marais (1876–1886)
- Victor Maréchal (1887–1887)
- Louis-Victor-Emile Bougaud (1887–1888)
- Jules Cléret (1889–1895)
- Pierre-Joseph Geay (1896–1904)
- Eugène-Jacques Grellier (1906–1936)
- Joseph-Jean-Yves Marcadé (1936–1938)
- Paul Richaud (1938–1950), dann Erzbischof von Bordeaux
- Maurice-Paul-Jules Rousseau (1950–1962)
- Jacques Guilhem (1962–1969)
- Paul-Louis Carrière (1969–1984)
- Louis-Marie Billé (1984–1995), dann Erzbischof von Aix
- Armand Maillard (1996–2007), dann Erzbischof von Bourges
- Thierry Scherrer (2008–2023), dann Bischof von Perpignan-Elne
- Matthieu Dupont (seit 2024)

## Weblinks

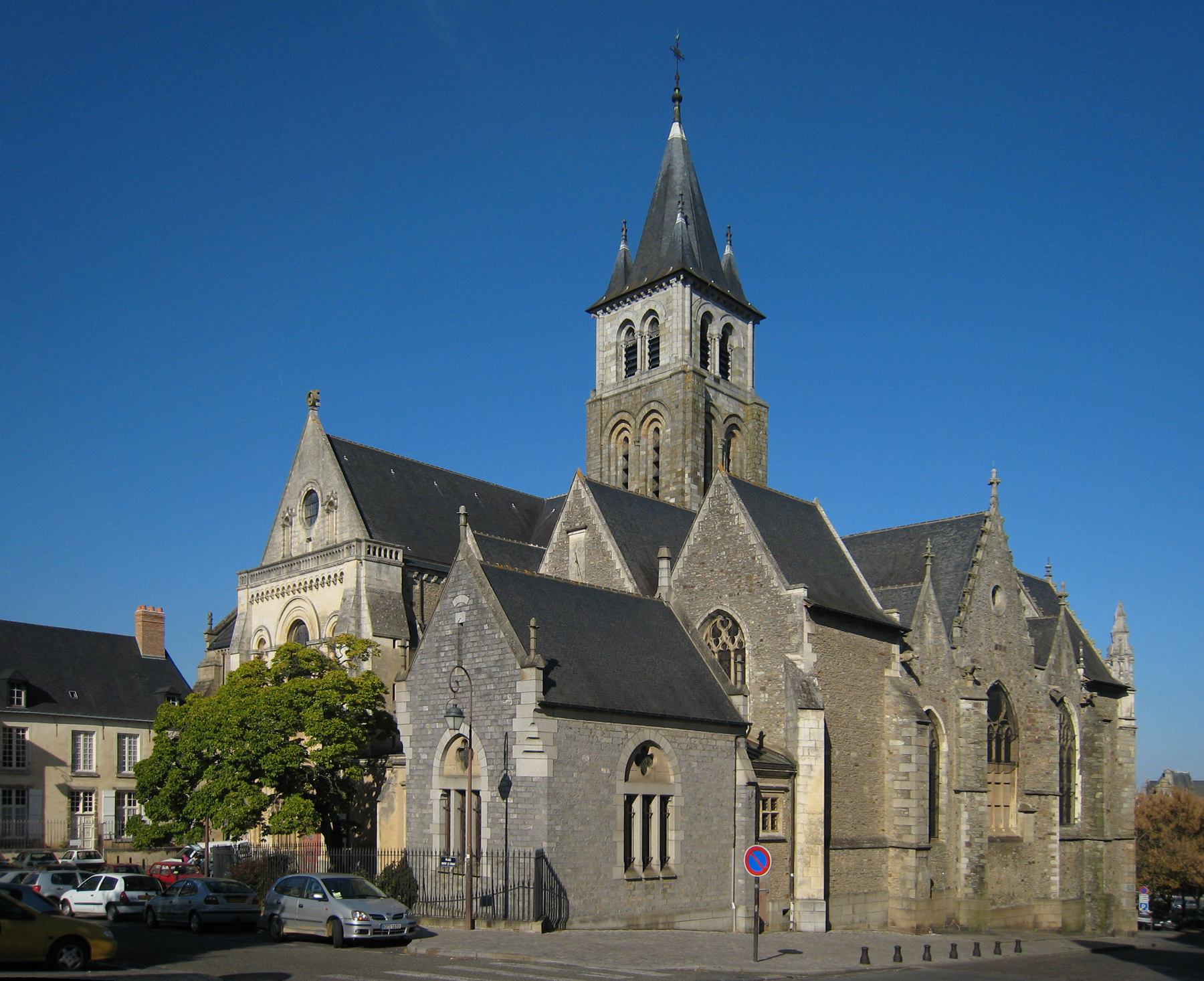
Kathedrale von Laval